# スティンガー (競走馬)
競走馬におけるスティンガーとは、
1. 日本の、1987年生まれの競走馬。父シーハリアースタン、母父キタノカチドキ。中央で4戦未勝利[1]。
2. 日本の、1996年生まれの競走馬及び繁殖牝馬。本項にて記述。

スティンガー（1996年5月15日 - 2023年9月21日）は日本の競走馬、繁殖牝馬である。中央競馬で阪神3歳牝馬ステークス、サンスポ賞4歳牝馬特別に優勝し、また京王杯スプリングカップを連覇するなど活躍した。永遠の天才少女と呼ばれた。
本馬が現役中の2001年から日本では馬齢表記が変更になっているが、記事中は競走の名称をのぞき現表記で統一する。

## 戦績

### 2歳時
1998年11月8日に東京競馬場での新馬戦を快勝すると、続く赤松賞も勝ち連勝。ここで藤沢和雄はこの馬の能力を試すため阪神3歳牝馬ステークス（現阪神ジュベナイルフィリーズ）に連闘で出走させた。3番人気であったが、結果はエイシンレマーズ以下に2馬身の差を付け快勝した。これは12月6日の出来事で、デビューから僅か1ヶ月足らずのGI制覇であった。この勝利で1998年JRA賞最優秀3歳牝馬（旧称。現在のJRA賞最優秀2歳牝馬）に選ばれたスティンガーは翌年に向け休養に入った。

### 3歳時
翌1999年は牝馬三冠の第一戦・桜花賞にトライアルを使わず直行するという異例のローテーションを選択。桜花賞では4歳牝馬特別（現：フィリーズレビュー）を勝ったフサイチエアデールやチューリップ賞に優勝したエイシンルーデンス、阪神3歳牝馬ステークス3着でエルフィンステークスに勝ったゴッドインチーフ等を抑え3.1倍の1番人気に推された。岡部幸雄騎手の桜花賞初制覇もかかっており、万全の仕上がりのはずだったが、スタートで出遅れ後方からのレースとなり、直線に入っても全く伸びずプリモディーネから約10馬身離された12着に沈む。デビュー4戦目で初の敗戦だった。
思わぬ大敗を喫したスティンガーは、二冠目の優駿牝馬には直行せず、トライアルである4歳牝馬特別（現：フローラステークス）に出走する。このレースでは桜花賞2着のフサイチエアデールに1番人気を譲ったが、これをクビ差退け1着。桜花賞の惨敗から巻き返しを見せる。
優駿牝馬では1番人気トゥザヴィクトリーと差のない4.8倍の2番人気に推されていた。桜花賞優勝馬プリモディーネ、桜花賞4着のゴッドインチーフ、前走スティンガーに敗れたフサイチエアデール等の有力馬もオークス制覇をかけて出走していた。スティンガーは直線よく伸びたものの4着まで、トゥザヴィクトリーを差し切った伏兵ウメノファイバーが優駿牝馬を制覇した。
優駿牝馬後は休養に入り、秋に備えた。スティンガー陣営は秋シーズンの目標を天皇賞（秋）とすることを決定。通常は3歳牝馬三冠最終戦の秋華賞に向かうのが普通で、牡馬のしかも古馬が相手となる天皇賞に向かう牝馬はきわめて稀である。まずは天皇賞の前哨戦である毎日王冠に出走し、相手はグラスワンダー、キングヘイロー、メジロドーベルなど歴戦の古馬が集まっており、スティンガーは8番人気に過ぎなかった。だが4着と善戦し、天皇賞に向かった。セイウンスカイが1番人気、ツルマルツヨシが2番人気でスティンガーは前走と同じ8番人気だった。レースは直線見せ場を作りスペシャルウィークの1馬身半差の4着に入った。続いてジャパンカップにも出走したがさすがに距離も長く最下位の14着、この後はマイル路線を中心に使われていくことになる。

### 4歳時
年が明け京都牝馬特別に出走し、エイシンルーデンス以下を下して2000年を幸先のいいスタートで始めた。3ヶ月の休養を挟んで出走した京王杯スプリングカップでは上昇著しいブラックホークや同期のオークス馬ウメノファイバーらを相手に快勝した。そして安田記念に1番人気で出走するも末脚が不発に終わりフェアリーキングプローンの4着に敗退し休養に入った。
アメリカ遠征のプランもあったが実現せず12月の阪神牝馬特別で復帰した、ここをトゥザヴィクトリーの10着と大敗し2000年を終えた。

### 5歳時
2001年は東京新聞杯から始動しオリビエ・ペリエを鞍上に迎えたが3着と不調が続く。その後は前年と同じように休養に入り、復帰戦を京王杯スプリングカップとした。このレースで1年ぶりの勝利をあげ、同時に史上初となる京王杯スプリングカップ連覇を達成した。この後は再び不調に陥り安田記念15着、関屋記念5着、札幌記念7着、阪神牝馬ステークス3着で2001年は1勝で終わった。

### 6歳時
スティンガーも6歳になり、あと1,2走で引退することが決定された。まずは東京新聞杯に出走し6着と叩いた後、引退レースとなる高松宮記念に出走した。このレースでは逃げ馬が1着2着と入線するという先行馬有利の中、最後方から追い込んでの3着で現役を終えた。

## 引退後
引退後は千歳市の社台ファームで繁殖入りした。
2003年12月1日にフレンチデピュティの仔を受胎したままアメリカに渡り、2年間の予定で現地で繁殖生活を送る。2004年はキングマンボと交配、2005年にフサイチペガサスを種付けした後日本に帰国する予定であったが不受胎に終わったためアメリカに残留し、翌年スマーティージョーンズと交配された後、2006年12月5日に日本に帰国している。その後国内で11年間繁殖牝馬として生活し2017年に用途変更となる。その後は社台ブルーグラスファームにて功労馬として余生を送っていたが、2023年9月21日に老衰のため同地において死亡した。

## 競走成績
以下の内容は、JBISサーチおよびnetkeiba.comに基づく。
| 競走日     | 競馬場 | 競走名       | 格      | 距離（馬場）  | 頭 数 | 枠 番 | 馬 番 | オッズ （人気） | 着順 | タイム （上り3F） | 着差 | 騎手      | 斤量 [kg] | 1着馬（2着馬）           | 馬体重 [kg] |
| ---------- | ------ | ------------ | ------- | ------------- | ----- | ----- | ----- | --------------- | ---- | ----------------- | ---- | --------- | --------- | ------------------------ | ----------- |
| 1998.11.08 | 東京   | 3歳新馬      |         | 芝1800m（良） | 9     | 3     | 3     | 001.90（1人）   | 01着 | R1:53.6（34.9）   | -0.1 | 0岡部幸雄 | 53        | （ハートブレイクヒル）   | 452         |
| 0000.11.29 | 東京   | 赤松賞       | 500万下 | 芝1600m（良） | 12    | 8     | 11    | 001.50（1人）   | 01着 | R1:37.1（37.2）   | -0.4 | 0岡部幸雄 | 53        | （ステファニーチャン）   | 452         |
| 0000.12.06 | 阪神   | 阪神3歳牝馬S | GI      | 芝1600m（稍） | 13    | 8     | 12    | 005.20（3人）   | 01着 | R1:37.0（36.9）   | -0.3 | 0横山典弘 | 53        | （エイシンレマーズ）     | 444         |
| 1999.04.11 | 阪神   | 桜花賞       | GI      | 芝1600m（良） | 18    | 4     | 8     | 003.10（1人）   | 12着 | R1:37.0（37.2）   | -1.5 | 0岡部幸雄 | 55        | プリモディーネ           | 448         |
| 0000.05.01 | 東京   | 4歳牝馬特別  | GII     | 芝2000m（良） | 16    | 7     | 14    | 002.70（2人）   | 01着 | R2:01.4（35.3）   | -0.0 | 0岡部幸雄 | 54        | （フサイチエアデール）   | 448         |
| 0000.05.30 | 東京   | 優駿牝馬     | GI      | 芝2400m（良） | 18    | 1     | 2     | 004.80（2人）   | 04着 | R2:27.1（35.0）   | -0.2 | 0岡部幸雄 | 55        | ウメノファイバー         | 442         |
| 0000.10.10 | 東京   | 毎日王冠     | GII     | 芝1800m（良） | 10    | 2     | 2     | 026.10（8人）   | 04着 | R1:46.0（35.1）   | -0.2 | 0岡部幸雄 | 54        | グラスワンダー           | 450         |
| 0000.10.31 | 東京   | 天皇賞（秋） | GI      | 芝2000m（良） | 17    | 6     | 11    | 018.00（8人）   | 04着 | R1:58.3（35.2）   | -0.3 | 0岡部幸雄 | 54        | スペシャルウィーク       | 450         |
| 0000.11.28 | 東京   | ジャパンC    | GI      | 芝2400m（良） | 14    | 3     | 4     | 027.2（10人）   | 14着 | R2:29.5（40.1）   | -4.0 | 0横山典弘 | 53        | スペシャルウィーク       | 456         |
| 2000.01.30 | 京都   | 京都牝馬特別 | GIII    | 芝1600m（良） | 11    | 3     | 3     | 001.70（1人）   | 01着 | R1:34.9（34.1）   | -0.0 | 0O.ペリエ | 56        | （エイシンルーデンス）   | 456         |
| 0000.05.14 | 東京   | 京王杯SC     | GII     | 芝1400m（良） | 18    | 8     | 17    | 011.00（5人）   | 01着 | R1:21.0（33.6）   | -0.3 | 0武豊     | 55        | （ブラックホーク）       | 460         |
| 0000.06.04 | 東京   | 安田記念     | GI      | 芝1600m（良） | 18    | 3     | 6     | 004.50（1人）   | 04着 | R1:34.2（35.2）   | -0.3 | 0田中勝春 | 56        | フェアリーキングプローン | 464         |
| 0000.12.17 | 阪神   | 阪神牝馬特別 | GII     | 芝1600m（良） | 14    | 5     | 8     | 003.90（2人）   | 10着 | R1:35.6（35.4）   | -1.8 | 0武豊     | 56        | トゥザヴィクトリー       | 472         |
| 2001.01.30 | 東京   | 東京新聞杯   | GIII    | 芝1600m（稍） | 13    | 6     | 8     | 004.50（2人）   | 03着 | R1:34.7（35.7）   | -0.5 | 0O.ペリエ | 58        | チェックメイト           | 474         |
| 0000.05.13 | 東京   | 京王杯SC     | GII     | 芝1400m（良） | 18    | 8     | 17    | 005.90（2人）   | 01着 | R1:20.1（34.3）   | -0.1 | 0岡部幸雄 | 56        | （スカイアンドリュウ）   | 482         |
| 0000.06.03 | 東京   | 安田記念     | GI      | 芝1600m（良） | 18    | 2     | 3     | 004.60（2人）   | 15着 | R1:34.4（36.4）   | -1.4 | 0岡部幸雄 | 56        | ブラックホーク           | 484         |
| 0000.08.05 | 新潟   | 関屋記念     | GIII    | 芝1600m（良） | 9     | 2     | 2     | 004.00（2人）   | 05着 | R1:32.3（32.9）   | -0.5 | 0蛯名正義 | 57        | マグナーテン             | 484         |
| 0000.08.19 | 札幌   | 札幌記念     | GII     | 芝2000m（良） | 9     | 8     | 9     | 006.60（3人）   | 07着 | R2:01.6（35.7）   | -1.5 | 0横山典弘 | 55        | エアエミネム             | 470         |
| 0000.12.16 | 阪神   | 阪神牝馬S    | GII     | 芝1600m（良） | 16    | 5     | 9     | 007.40（4人）   | 03着 | R1:33.7（34.7）   | -0.2 | 0田中勝春 | 56        | エアトゥーレ             | 474         |
| 2002.01.27 | 東京   | 東京新聞杯   | GIII    | 芝1600m（良） | 12    | 5     | 5     | 007.70（6人）   | 06着 | R1:38.3（36.2）   | -0.6 | 0田中勝春 | 59        | アドマイヤコジーン       | 476         |
| 0000.03.24 | 中京   | 高松宮記念   | GI      | 芝1200m（良） | 18    | 8     | 16    | 010.50（4人）   | 03着 | R1:09.0（34.6）   | -0.6 | 0田中勝春 | 55        | ショウナンカンプ         | 474         |

## 繁殖成績
|        | 馬名                              | 誕生年 | 毛色   | 父                 | 性 | 厩舎                                                                       | 馬主                                                                                | 戦績                               | 備考        |
| ------ | --------------------------------- | ------ | ------ | ------------------ | -- | -------------------------------------------------------------------------- | ----------------------------------------------------------------------------------- | ---------------------------------- | ----------- |
| 初仔   | フレンチアイドル                  | 2003年 | 栗毛   | フレンチデピュティ | 牝 | 栗東・北橋修二 →栗東・友道康夫                                             | （有）社台レースホース                                                              | 5戦0勝                             | 繁殖        |
| 2番仔  | *スコルピオンキッス Scorpion Kiss | 2004年 | 栗毛   | フレンチデピュティ | 牝 | 栗東・角居勝彦 →西脇・田中道夫 →美浦・鹿戸雄一                             | （有）社台レースホース （地方所属時は吉田照哉名義）                                 | 中央14戦1勝 地方5戦5勝             | 米国産 繁殖 |
| 3番仔  | *タイガーファング Tiger Fang      | 2005年 | 黒鹿毛 | Kingmambo          | 牡 | 西脇・田中道夫 →美浦・藤澤和雄 →船橋・岡林光浩                             | （有）社台レースホース （地方所属時は吉田照哉名義→再募集断念）→中央復帰時に吉田千津 | 地方9戦8勝 中央6戦2勝 南関東1戦1勝 | 米国産      |
| 4番仔  | ブランジェリーナ                  | 2007年 | 鹿毛   | Smarty Jones       | 牝 | 美浦・藤澤和雄 →盛岡・櫻田勝男                                             | 山本英俊                                                                            | 中央9戦0勝 地方2戦2勝              | 持込馬      |
| 5番仔  | サトノギャラント                  | 2009年 | 黒鹿毛 | シンボリクリスエス | 牡 | 美浦・藤澤和雄                                                             | 里見治                                                                              | 中央38戦8勝                        | 引退        |
| 6番仔  | レッドマニッシュ                  | 2010年 | 黒鹿毛 | シンボリクリスエス | 牝 | 美浦・国枝栄                                                               | （株）東京ホースレーシング                                                          | 中央25戦2勝                        | 繁殖        |
| 7番仔  | キングズオブザサン                | 2011年 | 芦毛   | チチカステナンゴ   | 牡 | 栗東・荒川義之                                                             | （有）社台レースホース                                                              | 中央27戦3勝                        | 引退        |
| 8番仔  | コアコンピタンス                  | 2013年 | 鹿毛   | キングカメハメハ   | 騸 | 美浦・国枝栄 →美浦・武市康男 →佐賀・北村欣也 →船橋・坂本昇 →盛岡・櫻田康二 | （有）社台レースホース →（株）本城                                                  | 67戦6勝                            | 引退        |
| 9番仔  | バーボネラ                        | 2014年 | 栗毛   | ハービンジャー     | 牝 | 栗東・荒川義之                                                             | （有）社台レースホース                                                              | 中央8戦0勝                         | 繁殖        |
| 10番仔 | マルルー                          | 2015年 | 鹿毛   | キングカメハメハ   | 牝 | 栗東・牧田和弥                                                             | 吉田千津                                                                            | 中央5戦0勝                         | 繁殖        |
| 11番仔 | クンタキンテ                      | 2017年 | 栗毛   | ローエングリン     | 牝 | 美浦・杉浦宏昭 →高知・宮川浩一                                             | 小林善一                                                                            | 20戦0勝                            | 引退        |

## 血統表
| スティンガーの血統                                        | スティンガーの血統           | スティンガーの血統     | （血統表の出典）       | （血統表の出典） |
| 父系                                                      | サンデーサイレンス系         | サンデーサイレンス系   | サンデーサイレンス系   | [ § 2 ]          |
| 父 *サンデーサイレンス Sunday Silence 1986 青鹿毛         | 父の父Halo 1969 黒鹿毛       | Hail to Reason         | Turn-to                | Turn-to          |
| 父 *サンデーサイレンス Sunday Silence 1986 青鹿毛         | 父の父Halo 1969 黒鹿毛       | Hail to Reason         | Nothirdchance          |                  |
| 父 *サンデーサイレンス Sunday Silence 1986 青鹿毛         | 父の父Halo 1969 黒鹿毛       | Cosmah                 | Cosmic Bomb            | Cosmic Bomb      |
| 父 *サンデーサイレンス Sunday Silence 1986 青鹿毛         | 父の父Halo 1969 黒鹿毛       | Cosmah                 | Almahmoud              |                  |
| 父 *サンデーサイレンス Sunday Silence 1986 青鹿毛         | 父の母Wishing Well 1975 鹿毛 | Understanding          | Promised Land          | Promised Land    |
| 父 *サンデーサイレンス Sunday Silence 1986 青鹿毛         | 父の母Wishing Well 1975 鹿毛 | Understanding          | Pretty Ways            |                  |
| 父 *サンデーサイレンス Sunday Silence 1986 青鹿毛         | 父の母Wishing Well 1975 鹿毛 | Mountain Flower        | Montparnasse           | Montparnasse     |
| 父 *サンデーサイレンス Sunday Silence 1986 青鹿毛         | 父の母Wishing Well 1975 鹿毛 | Mountain Flower        | Edelweiss              |                  |
| 母 *レガシーオブストレングス Legacy of Strength 1982 栗毛 | 母の父Affirmed 1975 栗毛     | Exclusive Native       | Raise a Native         | Raise a Native   |
| 母 *レガシーオブストレングス Legacy of Strength 1982 栗毛 | 母の父Affirmed 1975 栗毛     | Exclusive Native       | Exclusive              |                  |
| 母 *レガシーオブストレングス Legacy of Strength 1982 栗毛 | 母の父Affirmed 1975 栗毛     | Won't Tell You         | Crafty Admiral         | Crafty Admiral   |
| 母 *レガシーオブストレングス Legacy of Strength 1982 栗毛 | 母の父Affirmed 1975 栗毛     | Won't Tell You         | Scarlet Ribbon         |                  |
| 母 *レガシーオブストレングス Legacy of Strength 1982 栗毛 | 母の母Katonka 1972 鹿毛      | Minnesota Mac          | Rough'n Tumble         | Rough'n Tumble   |
| 母 *レガシーオブストレングス Legacy of Strength 1982 栗毛 | 母の母Katonka 1972 鹿毛      | Minnesota Mac          | Cow Girl               |                  |
| 母 *レガシーオブストレングス Legacy of Strength 1982 栗毛 | 母の母Katonka 1972 鹿毛      | Minnetonka             | Chieftain              | Chieftain        |
| 母 *レガシーオブストレングス Legacy of Strength 1982 栗毛 | 母の母Katonka 1972 鹿毛      | Minnetonka             | Heliolight             |                  |
| 母系(F-No.)                                               | Real Delight系(FN:9-c)       | Real Delight系(FN:9-c) | Real Delight系(FN:9-c) | [ § 3 ]          |
| 5代内の近親交配                                           | アウトブリード               | アウトブリード         | アウトブリード         | [ § 4 ]          |
| 出典                                                      | 1. 2. 3. 4.                  | 1. 2. 3. 4.            | 1. 2. 3. 4.            | 1. 2. 3. 4.      |

母はアメリカで12戦1勝の成績を残している。
- 全姉：サイレントハピネス
- 半兄：レガシーオブゼルダ（父 Buckaroo）